# Joséphine Fodor
Geneviève Joséphine Fodor, anche nota come Joséphine Fodor-Mainvielle (Parigi, 13 ottobre 1789  oppure nel 1793 – Saint-Genis-Laval, 10 agosto 1870), è stata un soprano francese. Fu attiva negli anni 1810-1828.

## Biografia
Geneviève Joséphine Fodor, figlia del compositore e violinista Joseph Fodor (1751-1828) e di Louise Edme Marmet, nacque a Parigi nel 1789 oppure 1793. I genitori lasciarono la Francia per andare in Russia allorché fosse solo qualche mesi, probabilmente a causa della Rivoluzione francese. A San Pietroburgo dove suo padre era professore dei bambini imperiali, le insegnò arpa e pianoforte.
Nel 1810, fecce suo esordio nell'opera Le cantatrici villane di Valentino Fioravanti (1770-1837) presso l'Opera Imperiale di San Pietroburgo, cantando sia in russo sia in francese.
Nel 1812 sposò Jean-Baptiste Tharaud-Mainvielle, un attore francese di teatro di San Pietroburgo. Poco dopo, la coppia fuggì da San Pietroburgo a causa dei combattimenti della Campagna di Russia e raggiunse la Francia attraverso la Finlandia.
Arrivò finalmente a Parigi e, dopo un paio di spettacoli all'Opéra-Comiqueo al Teatro dell'Odéon, la Fodor fu scritturata al Teatro italiano dove si esibì il 16 novembre 1814 nella Griselda. Seguirono spettacoli a Londra e Venezia, prima del suo ritorno al Teatro italiano di Parigi nel 1819, per cantare ne Il matrimonio segreto, Don Giovanni, Il barbiere di Siviglia e La gazza ladra.
Ammalata, andò in Italia per recuperare, e si esibì a Napoli dove trionfò nellʾOtello di Rossini, poi a Vienna prima di tornare a Parigi nel 1825, per involgersi di nuovo al Teatro italiano. Poco dopo subì un affetto della voce, e terminò gradualmente la sua carriera lirica fino a ritirarsi dal palcoscenico. Si stabilì in Passy dove si addonò ad opere di beneficenza, poi a Limoges. Diventata vedova, si trasferì a Lione, dove risiedeva suo figlio Martial Tharaud-Mainvielle.
Nel 1857 pubblicò il libro Réflexions et conseils sur l'art du chant.
Morì a Saint-Genis-Laval il 10 agosto 1870, nella casa di campagna di sua nuora.

## Posterità
Sua figlia Henriette, anch'essa cantante, si esibì al Teatro delle Muse di Ancona per il carnevale 1844-1845, o ancora al teatro Carolino di Palermo nel 1846. È scritturata al Königsstädtisches Theater di Berlino tra il 1846 e il 1849. Si vede ancora nel ruolo del titolo della Semiramide di Gioacchino Rossini, al Teatro Regio di Torino per il carnevale e la quaresima 1854.

## Interpretazioni

### Ruoli creati
- Brillantina, ne Il fanatico per la musica interludo comico, al King's Theatre in the Haymarket nel 1818[9].
- Il ruolo del titolo nellʾElisabetta in Derbyshire di Michele Carafa, alla Fenice di Venezia, il 27 dicembre 1818, e per carnevale 1818-1819[21]
- Il ruolo del titolo nella Clemenza d'Entragues di Vittorio Trento, alla Fenice di Venezia, il 6 febbraio 1819 e per carnevale[10].
- Il ruolo del titolo nellʾInes di Almeida di Stefano Pavesi, al teatro San Carlo di Napoli, l'11 dicembre 1822 e per l'autunno[22].
- Salema in Abufar di Michele Carafa, al Teatro di corte alla Porta di Carinzia di Vienna, il 28 giugno 1823[12].

### Altri
- Telemaco nella Penelope di Domenico Cimarosa, al Teatro dellʾImpératrice detto de l'Odéon di Parigi, l'8 maggio del 1815[7]
- Lilla, ne La cosa rara, or Beauty and virtue di Vicente Martín y Soler, al King's Theatre in the Haymarket di Londra, nel 1816[8]
- Ciprigna ne La capricieuse corrigée o la capricciosa corretta di Vicente Martín y Soler, al Teatro italiano di Parigi, il 22 maggio 1819[23]